# Катеринюк Віктор Миколайович
Віктор Миколайович Катеринюк (6 вересня 1963, Тернопіль) — художник.

## Життєпис
Віктор Катеринюк народився 6 вересня 1963 року в м. Тернопіль.
1978 — закінчив Тернопільську художню школу.
Також закінчив Львівське училище прикладного мистецтва (нині коледж декоративного та ужиткового мистецтва імені І. Труша).
З 1987 по 1989 викладав у художній студії в м. Тернопіль.
У 1996 році закінчує факультет монументального живопису Львівської академії прикладного та декоративного мистецтва.
Працює в жанрі іконопису.

## Доробок
Співавтор ікони «Спас нерукотворний» (для каплиці в м. Люрд, Франція (1996)); серії (12) ікон Двунадесятих празників (1997, Німеччина).
Брав участь у реконструкції верхнього ярусу іконостасу Успенського Собору Києво-Печерської Лаври (2000—2001).
Для церкви Різдва Христового написав ікони «Софія, Віра, Надія, Любов», «Святий Юрій», «Святий Пантелеймон», «Різдво Христове» (2002—2004).